# Conostigmus spetsbergensis
Conostigmus spetsbergensis is een vliesvleugelig insect uit de familie van de Megaspilidae. De wetenschappelijke naam van de soort is voor het eerst geldig gepubliceerd in 1869 door Holmgren.